# Порткаул
Портка̀ул (на уелски: Porthcawl) е град в Южен Уелс, графство Бридженд. Разположен е на брега на залива наречен Бристълски канал към Келтско море на 5 km на запад от главния административен център на графството Бридженд. Намира се на около 30 km на северозапад от столицата Кардиф. Има малко пристанище. Морски курорт. Известен е със своя джаз фестивал. Населението му е около 16 000 жители според данни от преброяването през 2001 г.